# Selv i de bedste hjem
Selv i de bedste hjem (originaltitel Dans la Maison) er en fransk spændingsfilm fra 2012 instrueret af François Ozon. Filmen handler om den unge gymnasieelev Claude (Ernst Umhauer), der fascinerer sin fransklærer, den mislykkede forfatter Germain (Fabrice Luchini), med sine stile om klassekammeraten Raphas (Bastien Ughetto) liv i en middelklassefamilie. En familie, der står i kontrast til hans egen, der består af ham selv og hans handicappede far; moren er stukket af på et tidligere tidspunkt.

## Handling
Filmen starter med at Claude afleverer en typisk gymnasiestil, med titlen: "Hvad lavede du i din weekend". Men i modsætning til sine klassekammerater, som Germain beskriver som de mest håbløse elever han nogensinde har haft, har Claude talent for at skrive, samtidig med at han er ikke så lidt af en voyeur. Mens de andre elever i klassen har spist pizza og talt i mobiltelefon, beskriver Claude en situation, som han har bragt sig i ved at tilbyde sin hjælp i matematik til en mindre begavet klassekammerat, Rapha, og derved skaffet sig adgang til dennes hjem og familie, som han beskriver i detaljer sin stil.
Han afslutter stilen med et "fortsættelse følger". Denne afslutning antyder at han reelt har adgang til familien og altså ikke beskiver en tænkt situation.
Germain opfordrer ham til at fortsætte historien, samtidig med at han præsenterer Claude for forskellige forfattere og diskuterer formen i stilene, således at Claudes skrivetalent kan udvikles. Claude tager imod og fortællingen ændres derfor undervejs, efterhånden som Claude afprøver andre tilgange.
Historien udvikler sig med at Claude forelsker sig i Raphas mor Esther (Emmanuelle Seigner), som sidder fast i sit ægteskab, med uforløste drømme om en egen karriere som indretningsarkitekt. Claude udnytter denne frustration og ved hjælp af historien om at hans mor har forladt ham og faren, opnår han Esthers sympati, som efterhånden leder til en form for intimitet. Hvor langt intimiteten går og hvilke følelser Esther har for Claude, fremgår ikke klart, da man her som andre steder i filmen kan have svært ved at afgøre hvad der er roman og hvad, der er virkelighed.
Efterhånden som historien udvikler sig, bliver Germain også mere direkte involveret i historien, dels ved at han hjælper Claude med at fastholde adgangen til Raphas hjem og dels ved at Claude lader ham indgå som en del af historien. Denne involvering betyder også at Germain, der egentlig udlever sine egne usuccesfulde forfatterambitioner gennem Claudes stile, opfører sig som en forfatter, der involverer sig i en mere og mere ekstrem retning.
Historien ender katastrofalt for Germain, mens Claude kommer ud af det nogle erfaringer rigere.

## Medvirkende
- Fabrice Luchini - Germain Germain
- Ernst Umhauer - Claude Garcia
- Kristin Scott Thomas - Jeanne Germain
- Emmanuelle Seigner - Esther Artole
- Denis Ménochet - Rapha Artole père
- Bastien Ughetto - Rapha Artole fils

## Modtagelse
I Danmark svingede modtagelsen mellem det begejstrede (fem ud af seks stjerner i Politiken), til det middelmådige (tre ud af seks
stjerner i Ekstra Bladet). De franske aviser landede på at den var middelmådig med et gennemsnit på 3,5 ud af 5. Det svingede dog fra
Le Monde med 5 stjerner til L'Express med to. I det øvrige udland blev den også pænt modtaget: Rotten Tomatoes gav den 7,4/10
Filmen blev set af 1.194.908 i Frankrig.

## Priser
- European Film Award for bedste manuskript.

## Ekstern henvisninger
- Selv i de bedste hjem på Internet Movie Database (engelsk)
- Selv i de bedste hjem på Filmdatabasen
- Selv i de bedste hjem på Scope
- Selv i de bedste hjem i Svensk Filmdatabas (svensk)
- Selv i de bedste hjem på AlloCiné (fransk)
- Selv i de bedste hjem på MovieMeter (nederlandsk)
- Selv i de bedste hjem på AllMovie (engelsk)
- Selv i de bedste hjem på Turner Classic Movies (engelsk)
- Selv i de bedste hjem på The Movie Database (engelsk)
- Selv i de bedste hjem på Rotten Tomatoes (engelsk)